# Epigynopteryx townsendi
Epigynopteryx townsendi är en fjärilsart som beskrevs av Fletcher 1958. Epigynopteryx townsendi ingår i släktet Epigynopteryx och familjen mätare. Inga underarter finns listade i Catalogue of Life.